# カフェイン依存

カフェインの分子構造

カフェイン依存（caffeine addiction）になった人は、離脱につながる様々な生理的効果を引き起こす可能性がある。精神障害の診断と統計マニュアル（DSM）においては、カフェイン中毒（intoxication）、カフェイン離脱症状（withdrawal）、カフェイン誘発性不安神経症、カフェイン誘発性睡眠障害など、カフェインに関連する4つの障害が記載されている。
カフェイン（Caffeine）はコーヒー、お茶、マテ茶、ココア、その他の植物の一部として自然界に存在しており、ありふれた中枢神経刺激薬である。また、多くの飲料品、特にエナジードリンクやコーラとして販売される飲料の添加剤でもある。カフェインの作用機序は、コカインやアンフェタミン誘導体の作用機序とは多少異なっており、カフェインはアデノシン受容体A1およびA2をブロックする 。アデノシンは細胞活動の副産物であり、アデノシン受容体が刺激されると、倦怠感と睡眠欲求を生み出す。カフェインによってこれら受容体をブロックするということは、人体の自然刺激物であるドーパミンおよびノルエピネフリンのレベルが、より高いレベルで維持されることを意味する。
日常的にカフェインを摂取していた者がカフェイン摂取を中断すると、カフェイン離脱症状が出現する場合が有る。典型的なカフェインの離脱症状としては頭痛が挙げられ、これはカフェイン禁断性頭痛と呼ばれる。ただカフェインの離脱症状としては、その他の症状も出現し得る。症状は、軽度のものから重度のものまであり、1日に摂取するカフェインの量によって異なる。さまざまな形態のカフェインに依存して1日を過ごすようになった際に、どのような影響が生じるかをより理解するために、現在も試験が行われている。

## 依存
人はカフェインの長期使用によって、軽度の身体的依存が形成されうる 。DSM-IV-TRでは実際に薬物乱用や薬物依存症を満たすほどカフェインの依存性が深刻だというデータが不足するため、診断名は用意されていない。
カフェイン嗜癖（Caffeine addiction）や、病的で強迫的使用といった形態は、ヒトについては文書化されていない。

### 精神的な依存
カフェイン100 (mg/day)程度の摂取を行った場合でも、日常的にカフェインを欲するようになる傾向がヒトで見られる事が有る。DSM-IV-TRでは、カフェインにも強迫的な使用の兆候は見られるものの、カフェインによってヒトが薬物乱用や薬物依存症を満たすほど深刻な状態に陥るという証拠が不足しているため、例えば「カフェイン依存症」といった診断名は用意されていない。つまり、例えばアンフェタミンのような覚醒剤などとは異なり、所詮、カフェインを強迫的に使用したとしても、大きな問題は起こらない範囲に収まる。

### 身体的な依存
カフェインを日常的に摂取していると、カフェイン摂取を中止した際に、離脱症状が現れ得る。ただ、DSM-IV-TRでは、実際にデータが集まってきてはいるものの、カフェイン離脱症状に関する診断名は用意していない。言い換えれば、より以前のDSM-IIIには、カフェインを中止するのが困難なヒトはごく少数なので、診断分類は無いとしている。しかし、カフェイン連用から離脱中の日中の眠気など、カフェイン誘発性過眠症については記載されている。なお、カフェイン離脱は、DSM-5における診断名である。

### 嗜癖か依存か
カフェインの使用は、嗜癖（addiction）ではなく依存（dependence）として分類されている。ある薬物に中毒性があると見なされるためには、それは脳の報酬系を活性化するという条件を満たす必要がある。しかしカフェインは、中毒性のある薬物と同様、脳内のドーパミンシグナル伝達を強化するのだが（ユージロイックを参照）、コカイン、モルヒネ、ニコチンといった中毒性物質と同様に、脳の報酬系を活性化しているとみなすには不十分である 。カフェイン依存は、カフェインがアデノシンA2A受容体に拮抗することで形成され、アデノシン受容体からのアデノシンを効果的に遮断する。これによって眠気の発症を遅らせ、ドーパミンが放出される。
研究によると、 1日あたり最低100mgのカフェイン（コーヒー1杯の量）を摂取する人は、頭痛、筋肉の痛みやこわばり、嗜眠、吐き気、抑うつ、著しい過敏性、などの離脱症状を引き起こす身体的依存が形成される可能性がある  。
ジョンズ・ホプキンズ大学神経学教授Roland R. Griffithsは、カフェイン離脱は、心理的障害として分類されるべきであると考えている。Griffiths教授の研究では、カフェインの離脱症状は習慣的にコーヒーを飲む人の50％に影響を及ぼし、カフェイン摂取の停止後12-24時間以内に始まり、20-48時間でピークに達し、9日間続くことを示唆している。
耐性を高めることでカフェインの刺激作用を弱め、カフェインの摂取量が減ると体がアデノシンの作用に敏感になるため、カフェインの禁断症状が強くなる。カフェイン耐性は非常に急速に形成される。カフェインの睡眠障害に対する耐性は、400mgのカフェインを1日3回、7日間摂取した後に見られ、300mgのカフェインを1日3回、18日間摂取した後には完全な耐性が見られた。。

## 離脱症状
日常的に行っていたカフェインの継続的な摂取を中断した場合には、カフェインの離脱症状が出現する事が有る。カフェインの離脱症状として有りふれた症状に、頭痛が挙げられる。これは、カフェインが血管以外の平滑筋を弛緩させる方向に作用するのに対して、脳周辺の血管は収縮させる傾向に作用するために、カフェインが切れた事によって、脳周辺の血管が一気に拡張し、これが痛み刺激として感知されるためと考えられている。カフェイン禁断性頭痛は、カフェインを1日平均235 mg摂取していたヒトの場合、中断後の2日目で52%が経験する。
なお、鎮痛薬に含まれる場合のあるカフェインや、他の成分への依存が、薬物乱用頭痛の発症に寄与する。
その他のカフェインの離脱症状としては、カフェインが脳を覚醒させる方向に作用していたのに、それが切れるために、酷い眠気が出て、過眠に陥る事もある。同様に、疲労感や集中力欠如にも繋がり得る。加えて、短気になったり、場合によっては、カフェイン摂取の渇望のような精神症状が出現する事も有る。
カフェインには様々な生理作用が存在し、カフェインを常用していた事によって、カフェインが体内に存在している事が常態化していたのに、そのカフェインが切れたために、カフェインの生理活性が無くなる事で、様々な離脱症状が現れ得るのである。
カフェインの離脱症状は、カフェインに依存の状態にある者がカフェインの摂取を中断してから12時間から24時間後に発生し、ピークはおよそ48時間後で、通常は2日から9日間で収まるとされる。

### 成人
カフェインは毎日多くの人が摂取しており、それにより依存が形成される。ほとんどの場合ではカフェインの摂取は安全だが、400mg以上のカフェインを摂取すると、特に持病のある人には生理的・心理的な悪影響が見られる 。 成人がカフェインに依存すると、頭痛、不眠、めまい、心臓の問題、高血圧など、さまざまな健康問題を引き起こす可能性がある。成人がこの物質に依存している場合、これらの影響が起こらないようにするためには、毎日一定量のカフェインを摂取しつづける必要がある。